# Psunj
Psunj – góra w Chorwacji, położona na południowo-zachodnim skraju Kotliny Pożeskiej. Najwyższy szczyt to Brezovo polje (985 m).
Rozciąga się na kierunkach północny wschód – południe. Jest zbudowana z fyllitu, łupku ilastego i gnejsu i porośnięta lasami bukowo-dębowymi. U podnóża leżą m.in. miejscowości Lipik, Nova Gradiška, Okučani i Pakrac. Na południe rozciąga się kraina geograficzna Posawie.